# Europese kampioenschappen badminton 1988
De 11e editie van het Europees kampioenschap badminton werd georganiseerd door de Zweedse stad Kristiansand. Het toernooi duurde 7 dagen, van 10 april 1988 tot en met 16 april 1988.

## Medaillewinnaars
| Onderdeel      | 1e plaats                            | 2e plaats                   | 3e plaats                           |
| -------------- | ------------------------------------ | --------------------------- | ----------------------------------- |
| Mannen enkel   | Darren Hall                          | Morten Frost                | Andrei Antropov                     |
| Mannen enkel   | Darren Hall                          | Morten Frost                | Michael Kjeldsen                    |
| Vrouwen enkel  | Kirsten Larsen                       | Christina Bostofte          | Eline Coene                         |
| Vrouwen enkel  | Kirsten Larsen                       | Christina Bostofte          | Christine Magnusson                 |
| Mannen dubbel  | Jens Peter Nierhoff Michael Kjeldsen | Steen Fladberg Jan Paulsen  | Chris Rees Lyndon Williams          |
| Mannen dubbel  | Jens Peter Nierhoff Michael Kjeldsen | Steen Fladberg Jan Paulsen  | Peter Axelsson Stefan Karlsson      |
| Vrouwen dubbel | Dorte Kjaer Nettie Nielsen           | Julie Munday Gillian Clark  | Maria Bengtsson Christine Magnusson |
| Vrouwen dubbel | Dorte Kjaer Nettie Nielsen           | Julie Munday Gillian Clark  | Katrin Schmidt Kirsten Schmieder    |
| Gemengd dubbel | Steen Fladberg Gillian Clark         | Alex Meijer Erica van Dijck | Henrik Svarrer Dorte Kjaer          |
| Gemengd dubbel | Steen Fladberg Gillian Clark         | Alex Meijer Erica van Dijck | Jan Eric Antonsson Maria Bengtsson  |
| Teams          | Denemarken                           | Zweden                      | Engeland                            |

## Medailleklassement
| Plaats | Land           | Goud | Zilver | Brons | Totaal |
| 1      | Denemarken     | 4,5  | 3      | 2     | 9,5    |
| 2      | Engeland       | 1,5  | 1      | 1     | 3,5    |
| 3      | Zweden         | 0    | 1      | 4     | 5      |
| 4      | Nederland      | 0    | 1      | 1     | 2      |
| 5      | Sovjet-Unie    | 0    | 0      | 1     | 1      |
| 5      | Wales          | 0    | 0      | 1     | 1      |
| 5      | West-Duitsland | 0    | 0      | 1     | 1      |
| Totaal | Totaal         | 6    | 6      | 11    | 23     |